# آرامگاه دوازده‌امام
بقعهٔ دوازده امام از بناهای دوره سلجوقی است که در محله فهادان شهر یزد در مرکز ایران قرار دارد. گنبد آجری این بقعه در شمار آثار مهم هنر سلجوقی به‌شمار می‌رود.

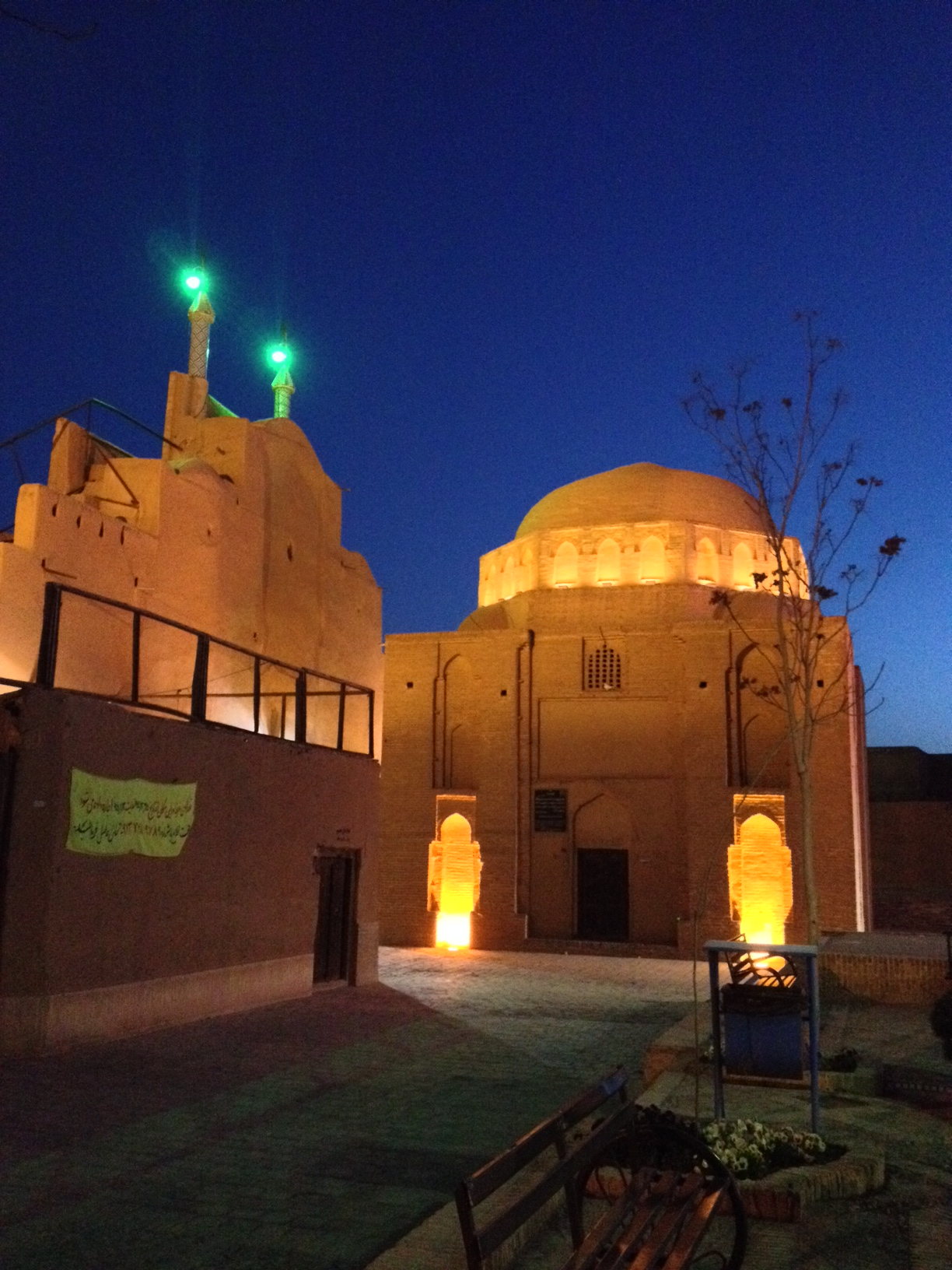

این قپه (قبه) که قدیمترین بنای یزد بنا بر استدلال و سندیت تاریخی و شناسنامه‌ای می‌باشد. دوازده امام گنبد منفردی است از سال ۴۲۹ هجری نزدیک به حسینیه بزرگ محله فهادان و قدیمی‌ترین بنای موجود در یزد که از حیث سبک بنا و نقش و نگار و کتیبه کوفی رنگی واجد اهمیت خاص و موضوع سخن متخصصان تاریخ معماری اسلامی است. محقق بزرگ و ایرانشناس مجرب آقای آرتور اپهام پوپ چندین بار از این بنا در کتاب طرح هنر ایران یاد کرده‌است. دو نقشه و طراحی را که کار اریک شرویدر است و در کتاب مذکور چاپ شده‌است در اینجا به نقل از آن اثر می‌آوریم. کتیبه رنگی موجود بر دیوار گچی جانب شرقی گواه‌است بر اینکه گنبد به دستور دو برادر به نام‌های ابو یعقوب و ابومسعود برپا شد. هیچ معلوم نیست که تغییر نام بنا به دوازده امام از آنچه عصری است. آنچه مسلم است این بنا بر اساس کتیبه موجود در آن توسط ابو مسعود بهشتی و ابو یعقوب اسحق فرزند ینال که از سرهنگان دستگاه حکومت علاء الدوله بوده‌اند ساخته شده‌است. از این دو نفر کتیبه‌ای هم بر در دروازه حظیره موجود بوده‌است! آثار موجود در قبه. ۱-کتیبه کوفی تزئینی از رنگ «بالای سر در گاه نمای غربی که در حاشیه‌ای از نقوش گل و بوته قرار دارد» بدین کلمات: مما امر ببنا{ء} هذه القبه المبا{ر} که… ابوالنجم و الاسفهسلار الجلیل… ابو یعقوب و اسحق ابنا ینال مولینا (امیر المو) منین ابتغاء مرضاه الله و ثوابه. فی شهر رمضان سنه تسع و عشرین و اربع مائه (۴۲۹ هجرت) به نقل از مفاخر فهادان وجهان (پیر نیا و ایرج افشار)
و در محراب آن سنگ قبری از یشم یا مرمریت سبز بوده که از آنجا سرقت شده! که بعداً سنگ قبر فخرالدین اسفنجردی (شیخ احمد فهادان) به اندازه ۶۰*۹۲ که در محراب نصب می‌شود که صد و اندی سال قبل به این مکان منتقل می‌شود که در حال حاضر این سنگ نیز در این مکان موجود نمی‌باشد!. که بنا بر تحقیقات و نظر این حقیر این سنگ نیز به احمد متعلق نبوده که سنگ آن جناب نیز به سرقت رفته وسنگ مزبور به اسفنجردی دیگری متعلق می‌باشد! که چون دلیلی بر محو کردن اسم کوچک نبوده این حدس وحدیث را قوت می‌بخشد.
۲-کتیبه کوفی از رنگ بر بالای سر در ورودی {شمالی} که آیه ۱۶۳ سوره بقره‌است که متأسفانه قسمتی از آن ریخته و محو است.
۳- کتیبه کوفی از رنگ بر سر درگاه نمای شرقی آیه ۶۵ سوره الغافر (المومن) باشد که بعد از {الا هو}ریخته و محو است؛ و همچنین از زیر چند لایه گچ یکی از قدیمی‌ترین آثار گچ بری و زیباترین آثار به جا مانده در دنیا متجلی و در برابر دید عموم قرار گرفته‌است. 

روی بخش زیرین بنا که در واقع بر اثر بقایای ساختمانی پیشین که بر آن متصل باقی مانده زشت و بدنما گردیده، یک اشکوب هشت‌ضلعی بر پا شده که بر آن نیم‌گنبدهایی متکی است که سطوح خارجی طاقچه‌های زاویه‌ای را تشکیل می‌دهد. یک اشکوب هشت‌ضلعی دیگر که بسیار کوچکتر بوده و به‌طور محسوس نسبت به اشکوب اولی عقب نشسته، قرار دارد و پس از آن گنبد در می‌آید. سطوح اشکوب هشت‌ضلعی فوقانی در هر ضلع با سه طاقچه مسطح زینت یافته است. 

نمای زیر گنبد، قبه دوازده امام یزد